# توما، سنیور کوسی
توما (به فرانسوی: Thomas) (۱۰۷۳ میلادی – ۱۱۳۰ میلادی) معروف به تومای مارل، سنیور کوسی و مارل در پادشاهی فرانسه از سال ۱۱۱۶ میلادی تا هنگام مرگش در سال ۱۱۳۰ میلادی بود. توما به سبب شورش مستمر علیه لوئی ششم، پادشاه فرانسه شهرت یافت.

## زندگی‌نامه
آنگران یکم، پدر توما فردی فاسد و شهوت‌ران بود. او که هوای دست یافتن به زنی به نام سیبیل، همسر یکی از حکام لورن را در سر داشت، به کمک عموزاده کشیش خود، اَدِل مارل، همسرش را که به توما باردار بود، به روابط جنسی نامشروع متهم کرد تا جواز جدا شدن از او را به دست آورد. آنگران نهایتاً موفق شد با سیبیل که همسرش در جنگ به سر می‌برد، ازدواج کند.
توما پس از چشم گشودن به جهان و با آگاهی از این حوادث، با تنفر نسبت به او، در جنگ بی‌وقفه‌ای که همسر پیشین سیبیل علیه آنگران یکم به راه انداخته بود، مشارکت کرد. گفته می‌شود به جهت تشکیک در مسئله هویت پدرش، توما نسب مادرش، مارل، را به خود گرفت. در صحنه این خصومت شخصی، نقش اصلی بر عهده شوالیه‌های هوادار دو طرف بود. طرفین درگیر می‌کوشیدند با به حداقل رساندن عایدی اقتصادی طرف مقابل از راه کشتار رعایا به عنوان قربانیان اصلی و از بین بردن مزارع و باغات او، دشمن را به ورطه نابودی بکشند. حتی پس از آغاز جنگ اول صلیبی که توما و آنگران هر دو در آن مشارکت کردند، این دشمنی و نفرت متقابل به پایان نرسید. در نهایت با مرگ آنگران یکم در سال ۱۱۱۶ میلادی، توما عناوین او را به دست آورد و مناطق ماری و لا فر را نیز از مادر به ارث برد.
توما پس از رسیدن به قدرت شروع به یاغیگری و دست‌اندازی علیه کلیسا، پادشاه فرانسه و دیگر مناطق نمود. به صومعه‌ها دستبرد می‌زد، اسرا را شکنجه می‌کرد و قلعه خود را به اقامتگاه دزدان بدل نمود. کار او به اندازه ای بالا گرفت که نهایتاً از طرف کلیسا تکفیر شده، به صورت غیابی کمربند شوالیگی از او پس گرفته و مراسم لعن او هر یکشنبه در همه عبادتگاه‌های پیکاردی برگزار می‌شد. ابوت گیلبرت، تاریخ‌نگار معاصر توما، او را «شرورترین افراد در نسل خود» توصیف کرده‌است. در نهایت، لوئی ششم، پادشاه فرانسه سپاهی گرد آورد و موفق شد اراضی و قلعه‌های اشغالی را از او باز پس بگیرد.
توما که به هر صورت همچنان از جهنم وعده داده شده در مسیحیت بیمناک و خواهان رسیدن به رستگاری بود، با بهره‌گیری از رسم خرید آمرزش گناهان که کلیسا را به ثروتی هنگفت رسانده بود، با پرداخت وجهی سنگین به صومعه نوژن و احداث صومعه دیگری در نزدیکی پرِمونتره، نظر هموار و مطلوب کلیسا را به خود جلب کرد. توما سال ۱۱۳۰ میلادی در بستر چشم از جهان فروبست.
باربارا تاکمن، تاریخ‌نگار آمریکایی، دلیل اقدامات او را نه لزوماً نفرتش از پدر یا ژن پرخاشگری، بلکه عادت خشونت‌ورزی که به جهت عدم وجود عامل بازدارنده، در آن زمان پدید آمده بود، می‌داند.